# プラアクト
プラアクトは、PLUMが製造販売しているノンスケールのロボットプラモデルのシリーズである。プラアクト・オプション・シリーズについてもここで解説する。

## 概要
自由な可動を行うため、共通素体で構成され、その素体に鎧や外装を装着する事により「プラスチック・アクション・キット、略：プラアクト」の名の下、キャラクター性を持たせることとしている。鎧や外装が素体の動きの邪魔にならないよう設計されている。また、プラアクトの武装としてプラアクト・オプション・シリーズがある。

## プラアクト
01 伊達
2013年4月発売。2013年7月には武器同梱セット版が発売。伊達政宗をイメージしたプラアクト。武器は二刀。
02 真田
2013年4月発売。2013年7月には武器同梱セット版が発売。真田幸村をイメージしたプラアクト。武器は十文字槍。
03 織田
2014年4月発売。織田信長をイメージしたプラアクト。武器は火縄銃二丁。
03ex 織田-鬼葦毛セット-
2014年12月発売。織田の新規造形パーツと鬼葦毛と呼ばれるブースターのセット。
04 武田
2014年12月発売。武田信玄をイメージしたプラアクト。武器は軍配の形をしたハルバード。
05 アーサー
2016年1月発売。アーサー王をイメージしたプラアクト。武器は大剣と盾。
06 アンブロシウス
2016年8月発売。初代英雄をイメージしたプラアクトでアーサーの一部新規造形のバリエーション機体。
07 真田(昌幸Ver.)
2016年11月発売。真田昌幸をイメージしたプラアクト。武器は十文字槍。
08 牙王（がおう）
2018年6月発売。武器は両手の爪。獅子状態に変形可能。
09 アーサー 〜シャドウナイト〜
2019年3月発売。アーサーのバリエーション機体、
10 真田極飾りVer.
2021年7月発売。
11 武田極飾りVer.
2021年7月発売。
12 伊達極飾りVer.
2023年10月発売。
13 アーサー極飾りVer.
2023年10月発売。
14 織田極飾りVer.
2023年12月発売。
15 真田(昌幸)極飾りVer.
2023年12月発売。
16 アンブロシウス極飾りVer.
2024年1月発売。
17 牙王極飾りVer.
2024年2月発売。
18 アーサー 〜シャドウナイト〜極飾りVer.
2024年3月発売。
19 幻獣DX（デラックス）
2024年10月発売。

## プラアクト・オプション・シリーズ
01 小太刀二刀
2015年2月発売。
02 和弓
2015年2月発売。
03 双刃
2015年5月発売。
04 忍(シノビ)
2015年5月発売。
05 鴉(カラス)
2015年12月発売。
06 フレームユニット
2016年6月発売。
07 鴎(カモメ)
2016年6月発売。
08 ギミックナイフ
2016年7月発売。
09 ブレイズガンズ
2019年2月発売。
10 双盾(ソウジュン)1(オフホワイト)
2021年11月発売。
10 双盾(ソウジュン)2(クリアオレンジ)
2021年11月発売。
10 双盾(ソウジュン)3(カーキ)
2023年1月発売。
10 双盾(ソウジュン)4(クリアパープル)
2023年1月発売。

## 小説
2016年6月にSOW著、稲葉コウイラストにおいてプラアクト斬のタイトルで創芸社クリスタルブックスから刊行されている。

## コラボ
フロンティアワークス流通限定のNG騎士ラムネ&40FXワクワクセットの付録として上巻にはグランスカッシャー、下巻にはアウトサイダロンがプラアクトをベースとして製作されている。